# MD Helicopters MD Explorer

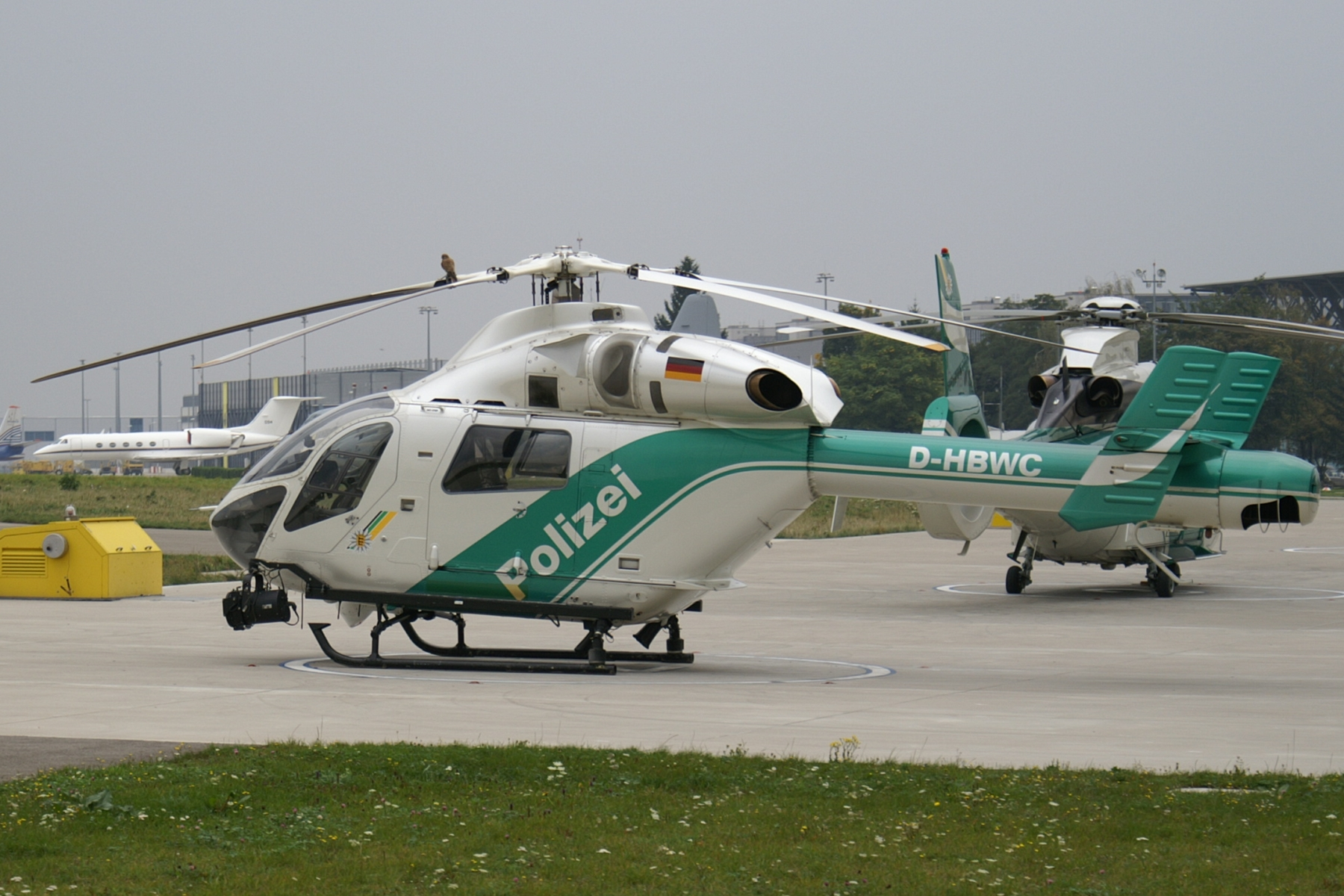
Policejní vrtulník v Bádensku-Württembersku

MD Helicopters MD Explorer je lehký dvoumotorový víceúčelový vrtulník, který byl vyvinut na počátku 90. let společností McDonnell Douglas Helicopter Systems a vyrábí jej MD Helicopters. Vrtulník má pětilistý nosný rotor a využívá systém NOTAR – nemá vyrovnávací ocasní rotor. MD Explorer byl vyvinut jako model MD 900 a později nahrazen jeho nástupcem MD 902.
V roce 2002 podala společnost MD Helicopters svou nabídku se stroji MD Explorer do výběrového řízení na dodávku osmi lehkých vrtulníků Letecké službě Policie ČR, které vypsalo Ministerstvo vnitra České republiky. Své nabídky podali také výrobci Agusta s vrtulníkem Agusta A109 a Eurocopter se strojem Eurocopter EC 135. Výběrové řízení vyhrála společnost Eurocopter.

## Vývoj
Společnost McDonnell Douglas Helicopters zahájila v lednu 1989 oficiální vývoj vrtulníků MD Explorer, které byly zpočátku označeny jako MDX. Od počátku se počítalo s tím, že budou využívat nový systém NOTAR, tedy že nebudou mít ocasní vyrovnávací rotor. Na vývoji draku spolupracovala společnost McDonnell Douglas Helicopters s výrobcem Hawker de Haviland of Australia. Na počátku bylo postaveno 10 testovacích prototypů, sedm se jich účastnilo pozemních zkoušek. McDonnell Douglas Helicopters se stal zákazníkem pro výrobce motorů Pratt & Whitney Canada s tím, že bude využívat turbohřídelové motory řady PW200. Exkluzivní dohoda zaručila, že prvních 128 kusů MD Explorer bude nést výkonné motory PW206As. Od možnosti, že budou stroje MD Explorer využívat motory Turbomeca Arrius, bylo nakonec upuštěno. První let proběhl 18. prosince 1992, certifikace Federal Aviation Administration (FAA) byla udělena 2. prosince 1994.
V září 1997 byl představen MD Explorer s mnoha vylepšenými prvky, měl výkonnější motory PW206E, zvýšil se výkon pracujícího motoru při vysazení jednoho z dvojice motorů, dále byl zkvalitněn systém NOTAR i některé kontrolní systémy. Takto modernizované stroje měly vyšší dolet, vytrvalost a zvýšenou maximální vzletovou hmotnost. Neoficiálně byly vylepšené stroje označeny jako MD 902. Od září 2000 dochází k dalšímu vylepšení, vrtulníkům jsou dodávány modernější motory PW207E.
U strojů MD Explorer se stal průlomovým systém NOTAR, který byl plánován již při vývoji. Nový systém kompenzace krouticího momentu zvyšuje bezpečnost vrtulníku a snižuje jeho hlučnost. Po sloučení společnosti McDonnell Douglas s výrobcem letadel Boeing v roce 1999 si společnost Boeing vyhrazuje práva na užívání systému NOTAR.

## Varianty
- MD 900 Explorer: Počáteční produkční verze poháněná dvěma motory Pratt & Whitney Canada PW206A (později PW206E nebo PW207E) .
- MD 901 Explorer: Civilní verze poháněná dvěma motory Turbomeca Arrius. Stroje nebyly vyráběny.
- MD 902: Marketingové označení pro vylepšenou verzi, jež byla poháněná dvěma motory Pratt & Whitney Canada PW206E nebo PW207E.[5] Většina starších strojů (s výjimkou sedmi prvních) lze přestavět na modernizovanou verzi.
- MH-90 Enforcer: Armádní verze pro americkou pobřežní stráž.
- Combat Explorer: Jeden prototyp převáděný v roce 1995 na Paris Air Show.

## Specifikace (MD 902)

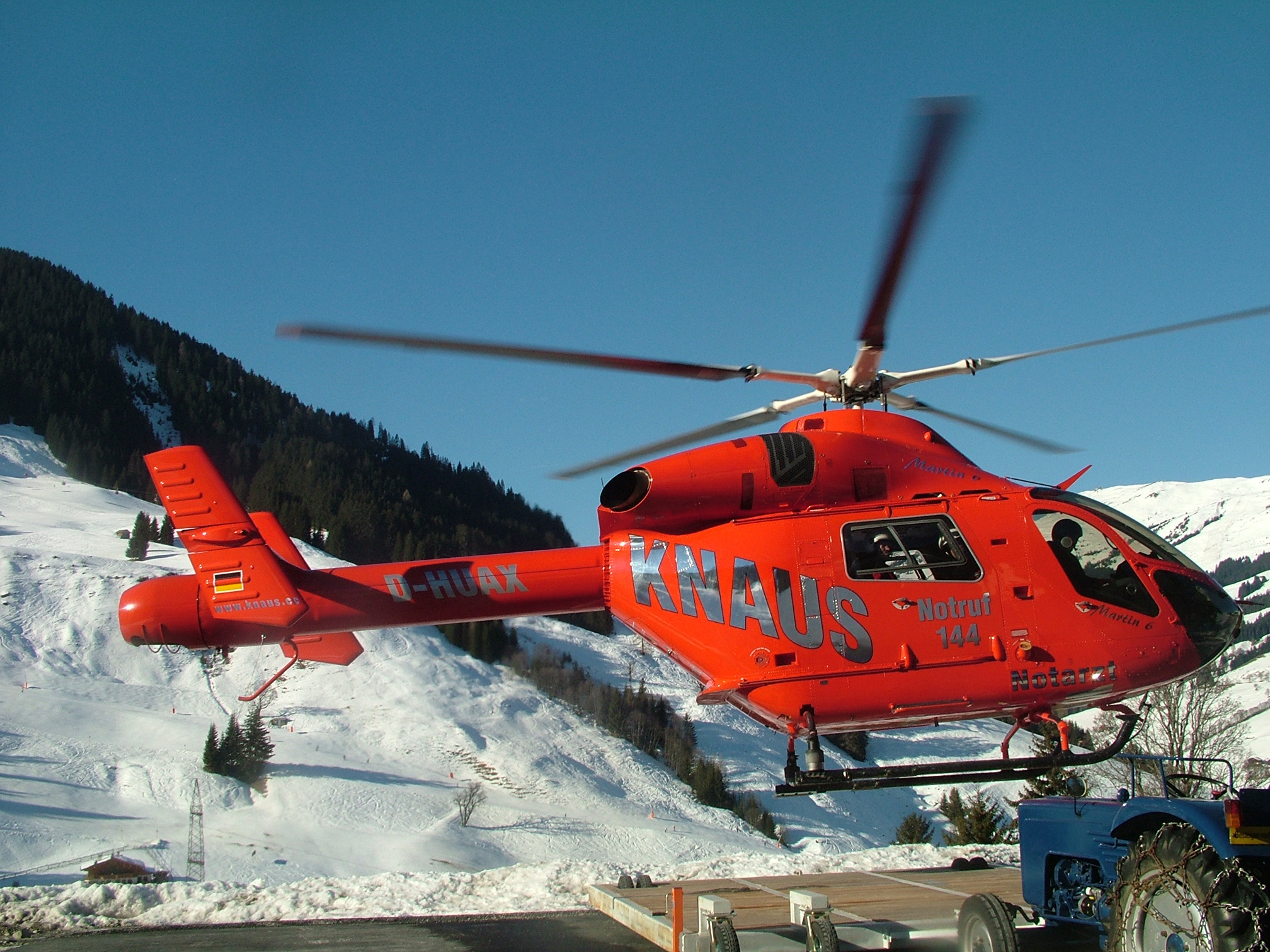
Záchranný vrtulník MD 900 v Německu

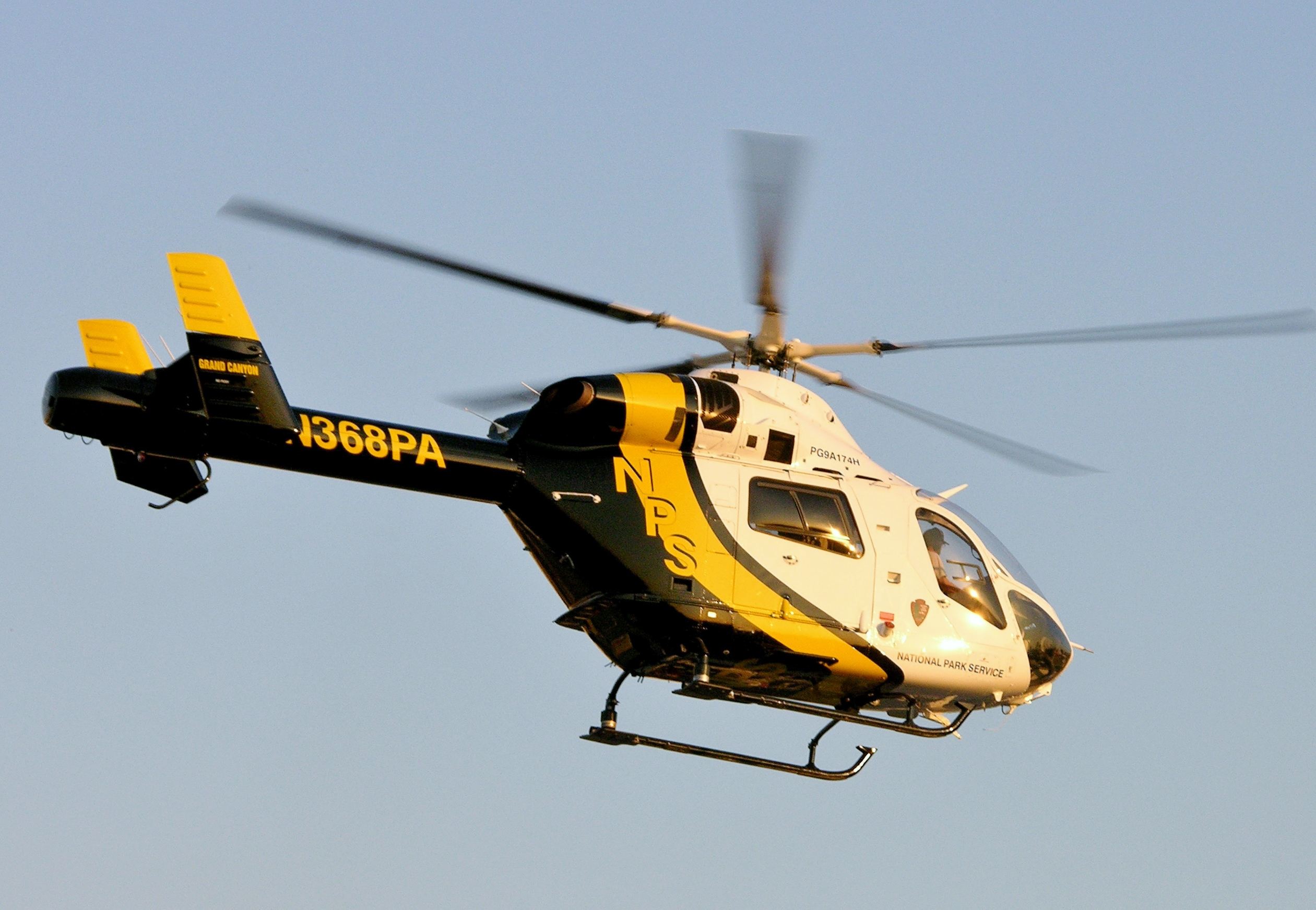
MD 900 správy Národního parku Grand Canyon

### Technické údaje
- Počet členů posádky: 1-2 piloti
- Kapacita: 6-7 pasažérů nebo 1163 kg vnitřního nebo 1361 kg vnějšího nákladu
- Délka: 12,37 m
- Průměr hlavního rotoru: 10,34 m
- Výška: 3,66 m
- Plocha hlavního rotoru: 154,4 m²
- Hmotnost prázdného vrtulníku: 1530 kg
- Maximální vzletová hmotnost: 2948 kg
- Motor: 2 × Pratt & Whitney Canada PW206E, každý o výkonu 373 kW

### Výkony
- Maximální rychlost: 259 km/h
- Cestovní rychlost: 252 km/h
- Stoupavost: 10-14 m/s
- Praktický dostup: 4200-6100 m
- Dolet: 485-600 km